# Grekland i olympiska sommarspelen 2020
Grekland deltog med en trupp på 83 idrottare vid de olympiska sommarspelen 2020 i Tokyo som hölls mellan den 23 juli och 8 augusti 2021 efter att ha blivit framflyttad ett år på grund av coronaviruspandemin.

## Medaljörer
| Medalj | Namn | Sport      | Gren                    | Datum     |
| ------ | --- | ---------- | ----------------------- | --------- |
| Guld   | Stefanos Ntouskos | Rodd       | Herrarnas singelsculler | 30 juli   |
| Guld   | Miltiadis Tentoglou | Friidrott  | Herrarnas längdhopp     | 2 augusti |
| Silver | Greklands herrlandslag i vattenpolo- Stylianos Argyropoulos - Georgios Dervisis - Ioannis Fountoulis - Konstantinos Galanidis - Konstantinos Genidounias - Konstantinos Gkiouvetsis - Marios Kapotsis - Christodoulos Kolomvos - Konstantinos Mourikis - Alexandros Papanastasiou - Dimitrios Skoumpakis - Angelos Vlachopoulos - Emmanouil Zerdevas | Vattenpolo | Herrarnas turnering     | 8 augusti |
| Brons  | Eleftherios Petrounias | Gymnastik  | Herrarnas ringar        | 2 augusti |

## Bordtennis
| Idrottare         | Gren       | Inledande omgång     | Omgång 1             | Omgång 2             | Omgång 3               | Åttondelsfinal       | Kvartsfinal          | Semifinal            | Final / BM           | Final / BM       |
| Idrottare         | Gren       | Motståndare Resultat | Motståndare Resultat | Motståndare Resultat | Motståndare Resultat   | Motståndare Resultat | Motståndare Resultat | Motståndare Resultat | Motståndare Resultat | Placering        |
| ----------------- | ---------- | -------------------- | -------------------- | -------------------- | ---------------------- | -------------------- | -------------------- | -------------------- | -------------------- | ---------------- |
| Panagiotis Gionis | Herrsingel | Bye                  | Peto (SRB) W 4–0     | Saleh (EGY) W 4–1    | Jeoung Y-s (KOR) L 3–4 | Gick inte vidare     | Gick inte vidare     | Gick inte vidare     | Gick inte vidare     | Gick inte vidare |

## Brottning
Fristil
| Idrottare         | Gren            | Åttondelsfinal       | Kvartsfinal          | Semifinal            | Återkval             | Final / BM           | Final / BM |
| Idrottare         | Gren            | Motståndare Resultat | Motståndare Resultat | Motståndare Resultat | Motståndare Resultat | Motståndare Resultat | Placering  |
| ----------------- | --------------- | -------------------- | -------------------- | -------------------- | -------------------- | -------------------- | ---------- |
| Georgios Pilidis  | Herrarnas 65 kg | Gadzhiev (POL) L 0–4 | Gick inte vidare     | Gick inte vidare     | Gick inte vidare     | Gick inte vidare     | 15         |
| Maria Prevolaraki | Damernas 53 kg  | Valverde (ECU) L 1–3 | Gick inte vidare     | Gick inte vidare     | Gick inte vidare     | Gick inte vidare     | 11         |

## Bågskytte
| Idrottare        | Gren                  | Rankningsomgång | Rankningsomgång | 32-delsfinal         | Sextondelsfinal      | Åttondelsfinal       | Kvartsfinal          | Semifinal            | Final / BM           | Final / BM       |
| Idrottare        | Gren                  | Poäng           | Placering       | Motståndare Resultat | Motståndare Resultat | Motståndare Resultat | Motståndare Resultat | Motståndare Resultat | Motståndare Resultat | Placering        |
| ---------------- | --------------------- | --------------- | --------------- | -------------------- | -------------------- | -------------------- | -------------------- | -------------------- | -------------------- | ---------------- |
| Evangelia Psarra | Damernas individuella | 630             | 44              | Lin C-e (TPE) L 4–6  | Gick inte vidare     | Gick inte vidare     | Gick inte vidare     | Gick inte vidare     | Gick inte vidare     | Gick inte vidare |

## Cykling

### Landsväg
| Idrottare              | Gren                | Tid     | Placering |
| ---------------------- | ------------------- | ------- | --------- |
| Polychronis Tzortzakis | Herrarnas linjelopp | 6:16.53 | 63        |

### Bana
Omnium
| Idrottare          | Gren             | Scratch-lopp | Scratch-lopp | Tempolopp | Tempolopp | Elimineringslopp | Elimineringslopp | Poänglopp | Poänglopp | Totalt | Totalt    |
| Idrottare          | Gren             | Placering    | Poäng        | Placering | Poäng     | Placering        | Poäng            | Placering | Poäng     | Poäng  | Placering |
| ------------------ | ---------------- | ------------ | ------------ | --------- | --------- | ---------------- | ---------------- | --------- | --------- | ------ | --------- |
| Christos Volikakis | Herrarnas omnium | 17           | 8            | 17        | 8         | 14               | 14               | 0DNF0     | −20       | 0DNF0  | 0DNF0     |

### Mountainbike
| Idrottare      | Gren                  | Tid             | Placering |
| -------------- | --------------------- | --------------- | --------- |
| Periklis Ilias | Herrarnas terränglopp | Varvad (3 lopp) | 35        |

## Friidrott
Förkortningar
- Notera– Placeringar avser endast det specifika heatet.
- Q = Tog sig vidare till nästa omgång
- q = Tog sig vidare till nästa omgång som den snabbaste förloraren eller, i teknikgrenarna, genom placering utan att nå kvalgränsen
- i.u. = Omgången fanns inte i grenen
- Bye = Idrottaren behövde inte tävla i omgången

Gång- och löpgrenar
Herrar
| Idrottare               | Gren       | Heat  | Heat      | Semifinal        | Semifinal        | Final            | Final            |
| Idrottare               | Gren       | Tid   | Placering | Tid              | Placering        | Tid              | Placering        |
| ----------------------- | ---------- | ----- | --------- | ---------------- | ---------------- | ---------------- | ---------------- |
| Konstantinos Douvalidis | 110 m häck | 13,63 | 27        | Gick inte vidare | Gick inte vidare | Gick inte vidare | Gick inte vidare |
| Alexandros Papamichail  | 50 km gång | —     | —         | —                | —                | 4:12.49          | 36               |

Damer
| Idrottare                    | Gren       | Heat | Heat      | Kvartsfinal | Kvartsfinal | Semifinal        | Semifinal        | Final            | Final            |
| Idrottare                    | Gren       | Tid  | Placering | Tid         | Placering   | Tid              | Placering        | Tid              | Placering        |
| ---------------------------- | ---------- | ---- | --------- | ----------- | ----------- | ---------------- | ---------------- | ---------------- | ---------------- |
| Rafaéla Spanoudaki-Hatziriga | 100 m      | Bye  | Bye       | 11,45       | 35          | Gick inte vidare | Gick inte vidare | Gick inte vidare | Gick inte vidare |
| Rafaéla Spanoudaki-Hatziriga | 200 m      | —    | —         | 23,16       | 22 q        | 23,38            | 23               | Gick inte vidare | Gick inte vidare |
| Irini Vasiliou               | 400 m      | —    | —         | 53,16       | 35          | Gick inte vidare | Gick inte vidare | Gick inte vidare | Gick inte vidare |
| Elisavet Pesiridou           | 100 m häck | —    | —         | 0DNF0       | 0DNF0       | Gick inte vidare | Gick inte vidare | Gick inte vidare | Gick inte vidare |
| Antigoni Drisbioti           | 20 km gång | —    | —         | —           | —           | —                | —                | 1:31.24 SB       | 8                |
| Kiriaki Filtisakou           | 20 km gång | —    | —         | —           | —           | —                | —                | 1:36.51          | 29               |
| Panagiota Tsinopoulou        | 20 km gång | —    | —         | —           | —           | —                | —                | 1:47.19          | 53               |

Teknikgrenar
Herrar
| Idrottare               | Gren          | Kval    | Kval      | Final            | Final            |
| Idrottare               | Gren          | Distans | Placering | Distans          | Placering        |
| ----------------------- | ------------- | ------- | --------- | ---------------- | ---------------- |
| Miltiadis Tentoglou     | Längdhopp     | 8,22    | 2 Q       | 8,41             | 1                |
| Dimitrios Tsiamis       | Tresteg       | NM      | —         | Gick inte vidare | Gick inte vidare |
| Konstantinos Filippidis | Stavhopp      | 5,50    | 22        | Gick inte vidare | Gick inte vidare |
| Emmanouil Karalis       | Stavhopp      | 5,75    | 8 q       | 5,80             | =4               |
| Mihail Anastasakis      | Släggkastning | 73,52   | 22        | Gick inte vidare | Gick inte vidare |
| Christos Frantzeskakis  | Släggkastning | 72,19   | 25        | Gick inte vidare | Gick inte vidare |

Damer
| Idrottare                 | Gren          | Kval    | Kval      | Final            | Final            |
| Idrottare                 | Gren          | Distans | Placering | Distans          | Placering        |
| ------------------------- | ------------- | ------- | --------- | ---------------- | ---------------- |
| Paraskevi Papachristou    | Tresteg       | 12,23   | 32        | Gick inte vidare | Gick inte vidare |
| Nikoleta Kyriakopoulou    | Stavhopp      | 4,55    | =1 q      | 4,55             | =8               |
| Eleni-Klaoudia Polak      | Stavhopp      | 4,40    | 19        | Gick inte vidare | Gick inte vidare |
| Katerina Stefanidi        | Stavhopp      | 4,55    | =8 q      | 4,80 =SB         | 4                |
| Chrysoula Anagnostopoulou | Diskus        | 59,18   | 19        | Gick inte vidare | Gick inte vidare |
| Stamatia Scarvelis        | Släggkastning | 69,01   | 18        | Gick inte vidare | Gick inte vidare |

## Fäktning
| Idrottare           | Gren           | 32-delsfinal         | Sextondelsfinal      | Åttondelsfinal       | Kvartsfinal          | Semifinal            | Final / BM           | Final / BM       |
| Idrottare           | Gren           | Motståndare Resultat | Motståndare Resultat | Motståndare Resultat | Motståndare Resultat | Motståndare Resultat | Motståndare Resultat | Placering        |
| ------------------- | -------------- | -------------------- | -------------------- | -------------------- | -------------------- | -------------------- | -------------------- | ---------------- |
| Theodora Gkountoura | Damernas sabel | Bye                  | Emura (JPN) L 8–15   | Gick inte vidare     | Gick inte vidare     | Gick inte vidare     | Gick inte vidare     | Gick inte vidare |

## Gymnastik

### Artistisk
Herrar
| Idrottare              | Gren   | Kval    | Kval    | Kval    | Kval    | Kval    | Kval    | Kval   | Kval      | Final   | Final   | Final   | Final   | Final   | Final   | Final  | Final     |
| Idrottare              | Gren   | Redskap | Redskap | Redskap | Redskap | Redskap | Redskap | Totalt | Placering | Redskap | Redskap | Redskap | Redskap | Redskap | Redskap | Totalt | Placering |
| Idrottare              | Gren   | F       | BH      | Ri      | H       | B       | Rä      | Totalt | Placering | F       | BH      | Ri      | H       | B       | Rä      | Totalt | Placering |
| ---------------------- | ------ | ------- | ------- | ------- | ------- | ------- | ------- | ------ | --------- | ------- | ------- | ------- | ------- | ------- | ------- | ------ | --------- |
| Eleftherios Petrounias | Ringar | —       | —       | 15,333  | —       | —       | —       | 15,333 | 1 Q       | —       | —       | —       | 15,200  | —       | —       | 15,200 | 3         |

## Judo
| Idrottare           | Gren            | 32-delsfinal         | Sextondelsfinal              | Åttondelsfinal       | Kvartsfinal             | Semifinal            | Återkval                  | Final / BM           | Final / BM       |
| Idrottare           | Gren            | Motståndare Resultat | Motståndare Resultat         | Motståndare Resultat | Motståndare Resultat    | Motståndare Resultat | Motståndare Resultat      | Motståndare Resultat | Placering        |
| ------------------- | --------------- | -------------------- | ---------------------------- | -------------------- | ----------------------- | -------------------- | ------------------------- | -------------------- | ---------------- |
| Alexios Ntanatsidis | Herrarnas 81 kg | Bye                  | Valois-Fortier (CAN) L 00–10 | Gick inte vidare     | Gick inte vidare        | Gick inte vidare     | Gick inte vidare          | Gick inte vidare     | Gick inte vidare |
| Elisavet Teltsidou  | Damernas 70 kg  | —                    | Sun Xq (CHN) W 01–00         | Pinot (FRA) W 10–00  | Tajmazova (ROC) L 00–01 | Gick inte vidare     | Scoccimarro (GER) L 00–10 | Gick inte vidare     | 7                |

## Konstsim
| Idrottare | Gren       | Tekniskt                                              | Tekniskt                                              | Fritt (kval)                                          | Fritt (kval)                                          | Fritt (kval)                                          | Fritt (final)                                         | Fritt (final)                                         | Fritt (final)                                         |
| Idrottare | Gren       | Poäng                                                 | Placering                                             | Poäng                                                 | Totalt (tekniskt + fritt)                             | Placering                                             | Poäng                                                 | Totalt (tekniskt + fritt)                             | Placering                                             |
| --- | ---------- | ----------------------------------------------------- | ----------------------------------------------------- | ----------------------------------------------------- | ----------------------------------------------------- | ----------------------------------------------------- | ----------------------------------------------------- | ----------------------------------------------------- | ----------------------------------------------------- |
| Evangelia Papazoglou Evangelia Platanioti | Duett      | DNS – COVID-19                                        | DNS – COVID-19                                        | 88,1667                                               | —                                                     | —                                                     | DNS – COVID-19                                        | DNS – COVID-19                                        | DNS – COVID-19                                        |
| Eleni Fragkaki Krystalenia Gialama Pinelopi Karamesiou Maria Alzigkouzi Kominea Andriana Misikevych Evangelia Papazoglou Evangelia Platanioti Georgia Vasilopoulou | Lagtävling | Drog sig ur ‌‌‌‌‌efter att ha testat positivt för covid-19 | Drog sig ur ‌‌‌‌‌efter att ha testat positivt för covid-19 | Drog sig ur ‌‌‌‌‌efter att ha testat positivt för covid-19 | Drog sig ur ‌‌‌‌‌efter att ha testat positivt för covid-19 | Drog sig ur ‌‌‌‌‌efter att ha testat positivt för covid-19 | Drog sig ur ‌‌‌‌‌efter att ha testat positivt för covid-19 | Drog sig ur ‌‌‌‌‌efter att ha testat positivt för covid-19 | Drog sig ur ‌‌‌‌‌efter att ha testat positivt för covid-19 |

## Rodd
| Idrottare                        | Gren                       | Heat    | Heat      | Återkval | Återkval  | Kvartsfinal | Kvartsfinal | Semifinal    | Semifinal | Final        | Final     |
| Idrottare                        | Gren                       | Tid     | Placering | Tid      | Placering | Tid         | Placering   | Tid          | Placering | Tid          | Placering |
| -------------------------------- | -------------------------- | ------- | --------- | -------- | --------- | ----------- | ----------- | ------------ | --------- | ------------ | --------- |
| Stefanos Ntouskos                | Herrarnas singelsculler    | 6.59,49 | 1 QF      | Bye      | Bye       | 7.12,77     | 2 SA/B      | 6.41,61      | 1 FA      | 6.40,45 0OR0 | 1         |
| Anneta Kyridou                   | Damernas singelsculler     | 7.54,28 | 3 QF      | Bye      | Bye       | 8.02,19     | 3 SA/B      | 7.40,81      | 6 FB      | 7.36,79      | 10        |
| Christina Bourmpou Maria Kyridou | Damernas tvåa utan styrman | 7.33,94 | 5 R       | 7.28,00  | 1 SA/B    | —           | —           | 6.48,70 0VR0 | 1 FA      | 6.57,11      | 5         |

Teckenförklaring: FA= A-final (medalj); FB=B-final (ingen medalj); FC= C-final (ingen medalj); FD= D-final (ingen medalj); FE=E-final (ingen medalj); FF=F-final (ingen medalj); SA/B=Semifinal A/B; SC/D=Semifinal C/D; SE/F=Semifinal E/F; QF=Kvartsfinal; R=Återkval

## Segling
Herrar
| Idrottare                         | Gren      | Race | Race | Race | Race  | Race | Race | Race | Race | Race | Race | Race | Race | Race | Poäng | Placering |
| Idrottare                         | Gren      | 1    | 2    | 3    | 4     | 5    | 6    | 7    | 8    | 9    | 10   | 11   | 12   | M*   | Poäng | Placering |
| --------------------------------- | --------- | ---- | ---- | ---- | ----- | ---- | ---- | ---- | ---- | ---- | ---- | ---- | ---- | ---- | ----- | --------- |
| Byron Kokkalanis                  | RS:X      | 8    | 17   | 10   | 5     | DNF  | 8    | 18   | 19   | 6    | 7    | 8    | 4    | EL   | 110   | 11        |
| Ioannis Mitakis                   | Finnjolle | 4    | 13   | 13   | 6     | 11   | 10   | 11   | 8    | 16   | 18   | —    | —    | EL   | 92    | 12        |
| Pavlos Kagialis Panagiotis Mantis | 470       | 5    | 6    | 3    | 0DSQ0 | 15   | 12   | 8    | 7    | 4    | 6    | —    | —    | 9    | 84    | 8         |

Damer
| Idrottare                                | Gren         | Race | Race | Race | Race | Race | Race | Race | Race | Race | Race | Race | Race | Race | Poäng | Placering |
| Idrottare                                | Gren         | 1    | 2    | 3    | 4    | 5    | 6    | 7    | 8    | 9    | 10   | 11   | 12   | M*   | Poäng | Placering |
| ---------------------------------------- | ------------ | ---- | ---- | ---- | ---- | ---- | ---- | ---- | ---- | ---- | ---- | ---- | ---- | ---- | ----- | --------- |
| Aikaterini Divari                        | RS:X         | 19   | 19   | 19   | 20   | 20   | 23   | 15   | 18   | 13   | 19   | 19   | 23   | EL   | 204   | 19        |
| Vasileia Karachaliou                     | Laser Radial | 2    | 19   | 6    | 1    | 21   | 21   | 9    | 26   | 19   | 8    | —    | —    | 6    | 112   | 9         |
| Ariadne Paraskevi Spanaki Emilia Tsoulfa | 470          | 14   | 8    | BFD  | 17   | 18   | 13   | 2    | 12   | UFD  | 9    | —    | —    | EL   | 114   | 15        |

M = Medaljrace; EL = Utslagen – gick inte vidare till medaljracet, DNF= Fullföljde inte loppet, BFD = Diskvalificerad genom svart flagga – Felaktig start, DSQ = Diskvalificerad, UFD = Diskvalificerad genom "U"-flagga

## Simning
Herrar
| Idrottare                                                                          | Gren               | Heat    | Heat      | Semifinal        | Semifinal        | Final            | Final            |
| Idrottare                                                                          | Gren               | Tid     | Placering | Tid              | Placering        | Tid              | Placering        |
| ---------------------------------------------------------------------------------- | ------------------ | ------- | --------- | ---------------- | ---------------- | ---------------- | ---------------- |
| Apostolos Christou                                                                 | 100 m ryggsim      | 53,77   | =15 Q     | 53,41            | 11               | Gick inte vidare | Gick inte vidare |
| Apostolos Christou                                                                 | 100 m frisim       | 48,50   | 18        | Gick inte vidare | Gick inte vidare | Gick inte vidare | Gick inte vidare |
| Konstantinos Englezakis                                                            | 800 m frisim       | 0DNS0   | 0DNS0     | —                | —                | Gick inte vidare | Gick inte vidare |
| Kristian Gkolomeev                                                                 | 50 m frisim        | 21,66   | 3 Q       | 21,60            | =3 Q             | 21,72            | =5               |
| Athanasios Kynigakis                                                               | 10 km öppet vatten | —       | —         | —                | —                | 1:49.29,2        | 5                |
| Dimitrios Markos                                                                   | 200 m frisim       | 1.49,16 | 31        | Gick inte vidare | Gick inte vidare | Gick inte vidare | Gick inte vidare |
| Dimitrios Markos                                                                   | 800 m frisim       | 7.58,68 | 26        | —                | —                | Gick inte vidare | Gick inte vidare |
| Apostolos Papastamos                                                               | 200 m medley       | 2.00,38 | 35        | Gick inte vidare | Gick inte vidare | Gick inte vidare | Gick inte vidare |
| Apostolos Papastamos                                                               | 400 m medley       | 4.12,50 | 14        | —                | —                | Gick inte vidare | Gick inte vidare |
| Andreas Vazaios                                                                    | 200 m medley       | 1.58,84 | 24        | Gick inte vidare | Gick inte vidare | Gick inte vidare | Gick inte vidare |
| Apostolos Christou Kristian Gkolomeev Odysseas Meladinis Andreas Vazaios           | 4 × 100 m frisim   | 3.15,29 | 15        | —                | —                | Gick inte vidare | Gick inte vidare |
| Apostolos Christou Evangelos Makrygiannis Konstantinos Meretsolias Andreas Vazaios | 4 × 100 m medley   | 3.36,28 | 14        | —                | —                | Gick inte vidare | Gick inte vidare |

Damer
| Idrottare         | Gren            | Heat  | Heat      | Semifinal  | Semifinal | Final            | Final            |
| Idrottare         | Gren            | Tid   | Placering | Tid        | Placering | Tid              | Placering        |
| ----------------- | --------------- | ----- | --------- | ---------- | --------- | ---------------- | ---------------- |
| Anna Ntountounaki | 100 m fjärilsim | 57,75 | 13 Q      | 57,25 0NR0 | 9         | Gick inte vidare | Gick inte vidare |

Mix
| Idrottare                                                                     | Gren             | Heat         | Heat      | Final            | Final            |
| Idrottare                                                                     | Gren             | Tid          | Placering | Tid              | Placering        |
| ----------------------------------------------------------------------------- | ---------------- | ------------ | --------- | ---------------- | ---------------- |
| Apostolos Christou Theodora Drakou Konstantinos Meretsolias Anna Ntountounaki | 4 × 100 m medley | 3.44,77 0NR0 | 11        | Gick inte vidare | Gick inte vidare |

## Skytte
| Idrottare            | Gren                     | Kval  | Kval      | Final            | Final            |
| Idrottare            | Gren                     | Poäng | Placering | Poäng            | Placering        |
| -------------------- | ------------------------ | ----- | --------- | ---------------- | ---------------- |
| Nikolaos Mavrommatis | Herrarnas skeet          | 119   | 20        | Gick inte vidare | Gick inte vidare |
| Anna Korakaki        | Damernas 10 m luftpistol | 585   | 2 Q       | 157,4            | 6                |
| Anna Korakaki        | Damernas 25 m pistol     | 584   | 6 Q       | 18               | 6                |

## Taekwondo
| Idrottare  | Gren                        | Kval                 | Åttondelsfinal       | Kvartsfinal          | Semifinal            | Återkval                | Final / BM           | Final / BM |
| Idrottare  | Gren                        | Motståndare Resultat | Motståndare Resultat | Motståndare Resultat | Motståndare Resultat | Motståndare Resultat    | Motståndare Resultat | Placering  |
| ---------- | --------------------------- | -------------------- | -------------------- | -------------------- | -------------------- | ----------------------- | -------------------- | ---------- |
| Fani Tzeli | Damernas fjädervikt (57 kg) | Bye                  | Minina (ROC) L 7–15  | Gick inte vidare     | Gick inte vidare     | Ben Yessouf (NIG) L 0–2 | Gick inte vidare     | 7          |

## Tennis
| Idrottare                        | Gren        | 32-delsfinal                        | Sextondelsfinal             | Åttondelsfinal                               | Kvartsfinal                            | Semifinal            | Final / BM           | Final / BM       |
| Idrottare                        | Gren        | Motståndare Resultat                | Motståndare Resultat        | Motståndare Resultat                         | Motståndare Resultat                   | Motståndare Resultat | Motståndare Resultat | Placering        |
| -------------------------------- | ----------- | ----------------------------------- | --------------------------- | -------------------------------------------- | -------------------------------------- | -------------------- | -------------------- | ---------------- |
| Stefanos Tsitsipas               | Herrsingel  | Kohlschreiber (GER) W 6–3, 3–6, 6–3 | Tiafoe (USA) W 6–3, 6–4     | Humbert (FRA) L 6–2, 6–7(4–7), 2–6           | Gick inte vidare                       | Gick inte vidare     | Gick inte vidare     | Gick inte vidare |
| Maria Sakkari                    | Damsingel   | Kontaveit (EST) W 7–5, 6–2          | Stojanović (SRB) W 6–1, 6–2 | Svitolina (UKR) L 7–5, 3–6, 4–6              | Gick inte vidare                       | Gick inte vidare     | Gick inte vidare     | Gick inte vidare |
| Maria Sakkari Stefanos Tsitsipas | Mixeddubbel | —                                   | —                           | Dabrowski / Auger-Aliassime (CAN) W 6–3, 6–4 | Barty / Peers (AUS) L 4–6, 6–4, [6–10] | Gick inte vidare     | Gick inte vidare     | Gick inte vidare |

## Tyngdlyftning
| Idrottare           | Gren            | Ryck     | Ryck      | Stöt     | Stöt      | Totalt | Placering |
| Idrottare           | Gren            | Resultat | Placering | Resultat | Placering | Totalt | Placering |
| ------------------- | --------------- | -------- | --------- | -------- | --------- | ------ | --------- |
| Theodoros Iakovidis | Herrarnas 96 kg | 156      | =10       | 182      | 11        | 338    | 11        |